# Glottiphyllum fergusoniae
Glottiphyllum fergusoniae és una espècie de planta suculenta, de la família de les aïzoàcies (Aizoaceae).

## Descripció

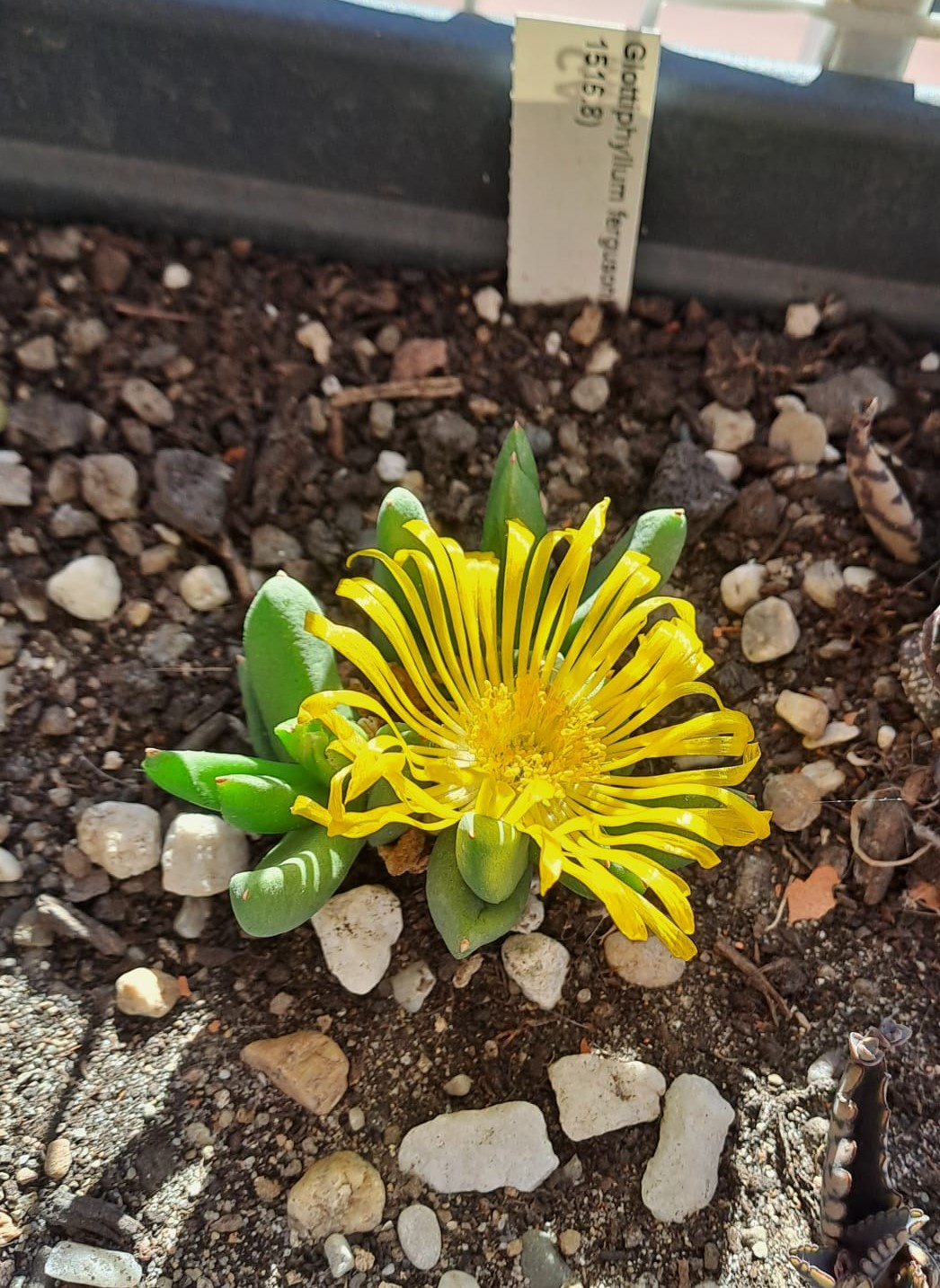
Flor de Glottiphyllum fergusoniae

Glottiphyllum fergusoniae té les fulles decussades (produïdes en parells alterns i perpendiculars) esveltes, erectes i s'estrenyen gradualment fins a un punt. Estan cobertes d'una fina coberta cerosa pàl·lida que dona a les fulles un lleuger color gris.
Les flors de tija curta, són grogues i creixen solitàries a partir del buit del parell de fulles superior d'una tija. Els pètals són estrets i oblongs, s'inclinen cap amunt i cap a fora al voltant de nombrosos estams que inclouen filaments curts i erectes i anteres cremoses. El diàmetre de la flor és d'uns 2 cm.
La càpsula de la llavor es manté a prop de la planta, té vàlvules amb arestes, i fins i tot després d'haver-se assecat i alliberat les seves llavors, es manté persistent a la planta durant molts anys.

## Distribució i hàbitat
Glottiphyllum fergusoniae es originària de la part occidental del Petit Karoo. Sovint es troba al voltant de les ciutats de Barrydale i Montagu, a la província sud-africana del Cap Occidental.
Aquí creix exposat, en hàbitats molt rocosos, sovint en escletxes. Glottiphyllum depressum, que hi coincideix a les mateixes zones, només es troba en llocs més ombrívols, més protegits, creixent en sòls més profunds. Una tercera espècie, Glottiphyllum suave es troba just al nord de la seva àrea de distribució, també al Petit Karoo occidental, té una coberta cerosa pàl·lida a les seves fulles i prefereix les posicions exposades.
La planta s'assembla a Glottiphyllum regium que es troba més a l'est, des de Calitzdorp fins a Oudtshoorn. El temps de floració tendeix a separar les dues: G. regium floreix més tard, principalment des de prop mitjan hivern fins després de mitjan primavera, mentre que G. fergusoniae floreix a la primera part de la tardor.

## Taxonomia
Glottiphyllum fergusoniae va ser descrit per L. Bolus i publicat a List of species of southern African plants, 2(1–2): 1–152(pt. 1), 1–270(pt. 2), a l'any 1987.
Etimologia
Glottiphyllum: nom genèric que prové del grec "γλωττίς" (glotis = llengua) i "φύλλον" (phyllos = fulla).
fergusoniae: epítet atorgat en honor d'Emily Pauline Reitz Ferguson (1872-1947), que va ser una col·leccionista de plantes de Riversdal a Sud-àfrica que va recolectar a les zones de Riversdal i Swellendam als anys 20 i 30 del segle xx.